# Dave Dudley

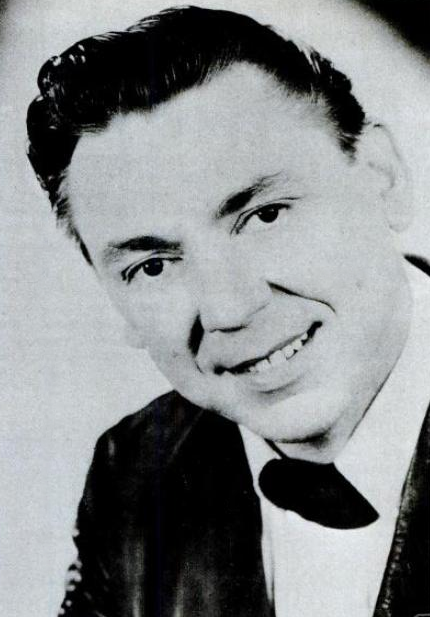
Dave Dudley, 1967

Dave Dudley (* 3. Mai 1928 in Spencer, Wisconsin, als Darwin David Pedruska; † 22. Dezember 2003 in Danbury, Wisconsin) war ein US-amerikanischer Country-Musiker. Dudley hatte in den 1960er und 1970er Jahren mehr als 40 Country-Hits, in denen das oft entbehrungsreiche Leben der LKW-Fernfahrer (Trucker) in den Weiten der USA porträtiert wurde.

## Leben

### Kindheit und Jugend
Dudleys Großeltern kamen aus dem ostpreußischen Königsberg in Deutschland. Er selbst wuchs in Stevens Point auf. Im Alter von elf Jahren bekam er von seinem Großvater eine Gitarre geschenkt und erlernte das Spielen der Akkorde. Ursprünglich wollte Dudley Profi-Baseball-Spieler werden, doch ein Muskelfaserriss im rechten Arm verhinderte dies. Um sich finanziell über Wasser halten zu können, nahm er einen Job als Hafenarbeiter an.

### Anfänge
Nachdem er eines Morgens seine Nachtschicht beendet hatte, wollte er einen Freund bei einem lokalen Radiosender in Texas besuchen, der aber nicht erschien. Dudley entdeckte eine Gitarre, die er nahm und auf der er spielte. Der Redakteur des Radiosenders ermutigte Dudley, sich als Musiker zu versuchen. Er nahm einen Job als DJ an und spielte mit einer Band auf lokalen Veranstaltungen.
Anfang der 1950er Jahre zog Dudley nach Idaho, wo er das Dave Dudley Trio gründete. Schnell verlagerte er seine Basis nach Minneapolis, Minnesota, wo er mit seiner Band in der Umgebung spielte, regelmäßig auf WCOW zu hören war und ein Engagement im Gay 90’s Club bekam. Mittlerweile spielten Dudley und seine Band Rockabilly, eine Synthese aus Country und Rhythm and Blues, die dem Rock ’n’ Roll angehört. Trotzdem waren immer noch klar Dudleys Wurzeln im Country zu hören. 1955 machte er seine ersten Aufnahmen für das in Cincinnati ansässige Label King Records. Den drei Singles, darunter die Rockabilly-Platte Rock and Roll Nursery Rhyme / I Guess You Know You’re Right, war jedoch kein besonderer Erfolg vergönnt. 1958 folgte eine zweite Platte bei Starday Records und 1959 eine beim NRC-Label aus Atlanta. 1960 brach das Trio auseinander und Dudley gründete daraufhin die Country Gentlemen.

### Erfolge
Mit Maybe I Do, 1961 für Vee Records aufgenommen, gelang Dudley erstmals ein Charterfolg – die Single stieß bis in die Top 40 vor und erreichte Platz 28. Im Jahr darauf hatte er mit Under Cover of the Night einen weiteren kleinen Hit, der auf Platz 18 landete. Im selben Jahr bekam Dudley von Jimmy C. Newman ein Demo mit dem Song Six Days on the Road; nachdem Dudley ein wenig gezögert hatte, entschied er sich doch, den Song aufzunehmen. Da er zu dieser Zeit aber ohne Plattenvertrag dastand, gründete er kurzerhand sein eigenes Plattenlabel Golden Wing Records und veröffentlichte Six Days on the Road im Frühjahr 1963 mit I Feel a Cry Coming On auf der B-Seite. Unerwartet kam der Erfolg für Dudley, als die Single bis auf Platz zwei der Country-Charts vorrückte und sich auch auf Platz 32 der Pop-Charts platzieren konnte. Es folgte ein weiterer Hit mit Cowboy Boots (#3), und Ende 1963 wechselte Dudley zum Majorlabel Mercury Records.
Bereits Dudleys erste Single, Last Day In the Mines, erreichte wieder die Top Ten der Country-Charts (#7). Die 1960er Jahre hindurch konnte Dudley mit weiteren Hits wie Truck Driving Son of a Gun (#3), What We’re Fighting For (#4)Trucker’s Prayer (#23), Anything Leaving Town Today (#12), There Ain’t No Easy Run (#10) oder Two Six Packs Away aufwarten. 1970 erreichte er mit dem von Tom T. Hall geschriebenen Titel Pool Shark den Spitzenplatz der Country-Charts. Dudley hatte einen neuen Country-Stil entwickelt, der von harten Honky-Tonk- und Rock-Einflüssen geprägt war. In den Texten wurde oft das harte und einsame Leben der Trucker beschrieben, deshalb wird dieser Stil auch Trucker Country genannt, der vor allem auf die deutsche Country-Szene abfärbte. Andere Stars wie Red Sovine sprangen schnell auf diesen Trend auf.

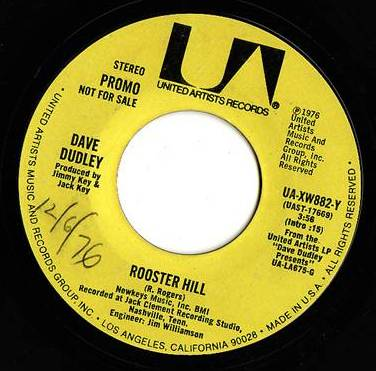
Rooster Hill, 1976

Dudleys größter Hit wurde 1970 The Pool Shark, der zugleich sein erster und einziger Nummer-eins-Hit blieb. Trotz einiger weiterer Hits in den frühen 1970er Jahren wie Comin’ Down und Fly Away Again hatte er seinen Zenit jedoch bereits überschritten. 1973 wechselte er zu United Artists. Ab Ende der 1970er Jahre war Dudley nicht mehr in den Hitparaden vertreten; seine letzte Chartplatzierung hatte er 1980 mit Rolaid Dean’s Pills and Preparation H (#77) für Sun Records. Dudley blieb jedoch weiterhin mit seinen Konzerten sehr populär und kam 1978 unverhofft auch in Deutschland zu Ruhm, als die deutsche Countryband Truck Stop mit dem Song Ich möcht’ so gern Dave Dudley hör’n einen Hit hatte. Seine letzten drei CD-Alben produzierte Dave Dudley in Zusammenarbeit mit dem Kölner Musikproduzenten Walther Kahl und dessen Produktion SEYCHELLES MUSIC: More Dudley (1987); Silver Album (1989) und Im Stau (1991). Alle drei Alben sowie eine bisher unveröffentlichte Instrumental-Produktion seines Albums Im Stau (NASHVILLE TRUCKERS) wurden im Frühjahr 2020 re-mastered und digital auf dem SOUNDS like FUN-Label veröffentlicht.
Dave Dudley starb 2003 im Alter von 75 Jahren an einem Herzinfarkt in Danbury/Wisconsin, USA.

## Diskographie

### Alben
| Jahr | Titel                                                  | Höchstplatzierung, Gesamtwochen, AuszeichnungChartplatzierungen (Jahr, Titel, Platzierungen, Wochen, Auszeichnungen, Anmerkungen) | Höchstplatzierung, Gesamtwochen, AuszeichnungChartplatzierungen (Jahr, Titel, Platzierungen, Wochen, Auszeichnungen, Anmerkungen) | Anmerkungen |
| Jahr | Titel                                                  | US | Country | Anmerkungen |
| ---- | ------------------------------------------------------ | --- | --- | ----------- |
| 1963 | Dave Dudley Sings Six Days on the Road                 | — | Country16 (2 Wo.)Country |             |
| 1964 | Songs About the Working Man                            | — | Country19 (3 Wo.)Country |             |
| 1964 | Travelin’ with Dave Dudley                             | — | Country8 (25 Wo.)Country |             |
| 1964 | Talk of the Town                                       | — | Country16 (8 Wo.)Country |             |
| 1965 | Truck Drivin' Son-of-a-Gun                             | — | Country3 (13 Wo.)Country |             |
| 1966 | There’s a Star-Spangled Banner Waving Somewhere        | — | Country12 (11 Wo.)Country |             |
| 1966 | Lonelyville                                            | — | Country6 (16 Wo.)Country |             |
| 1966 | Free and Easy                                          | — | Country10 (19 Wo.)Country |             |
| 1967 | Dave Dudley Country                                    | — | Country29 (15 Wo.)Country |             |
| 1968 | Greatest Hits Vol. 2                                   | — | Country39 (2 Wo.)Country |             |
| 1968 | Thanks for All the Miles                               | — | Country39 (6 Wo.)Country |             |
| 1969 | One More Mile                                          | — | Country15 (11 Wo.)Country |             |
| 1970 | The Best of Dave Dudley                                | — | Country32 (7 Wo.)Country |             |
| 1970 | The Pool Shark                                         | — | Country16 (10 Wo.)Country |             |
| 1971 | Dave Dudley Sings Listen Betty (I’m Singing Your Song) | — | Country32 (6 Wo.)Country |             |
| 1971 | Will the Real Dave Dudley Please Sing                  | — | Country27 (4 Wo.)Country |             |
| 1972 | The Original Traveling Man                             | — | Country18 (12 Wo.)Country |             |
| 1973 | Keep On Truckin’                                       | — | Country22 (8 Wo.)Country |             |
| 1975 | Uncommonly Good Country                                | — | Country13 (15 Wo.)Country |             |

grau schraffiert: keine Chartdaten aus diesem Jahr verfügbar
Weitere Veröffentlichungen
- 1965: Rural Route No. 1
- 1965: Greatest Hits
- 1967: My Kind of Love
- 1969: George (And the North Woods)
- 1975: Special Delivery
- 1976: 1776
- 1976: Presents
- 1977: Chrome and Polish
- 1978: On the Road Again
- 1980: Interstate Gold
- 1980: Diesel Duets (mit Charlie Douglas)
- 1981: King of the Road
- 1982: Trucker’s Christmas
- 1983: 20 Great Truck Driver Favorites
- 1984: Nashville Rodeo Saloon
- 1985: Truck Drivin’ Man
- 1987: More Dudley (Remastering 2020)
- 1989: Silver Album (Remastering 2020)
- 1991: Im Stau (Remastering 2020)

### Singles
| Jahr | Titel Album                                                                                 | Höchstplatzierung, Gesamtwochen, AuszeichnungChartplatzierungen (Jahr, Titel, Album, Platzierungen, Wochen, Auszeichnungen, Anmerkungen) | Höchstplatzierung, Gesamtwochen, AuszeichnungChartplatzierungen (Jahr, Titel, Album, Platzierungen, Wochen, Auszeichnungen, Anmerkungen) | Anmerkungen        |
| Jahr | Titel Album                                                                                 | US | Country | Anmerkungen        |
| ---- | ------------------------------------------------------------------------------------------- | --- | --- | ------------------ |
| 1961 | Maybe I Do                                                                                  | — | Country28 (2 Wo.)Country |                    |
| 1962 | Under Cover of the Night                                                                    | — | Country18 (9 Wo.)Country |                    |
| 1963 | Six Days on the Road Dave Dudley Sings Six Days on the Road                                 | US32 (11 Wo.)US | Country2 (21 Wo.)Country |                    |
| 1963 | Cowboy Boots Songs About the Working Man                                                    | US95 (1 Wo.)US | Country3 (20 Wo.)Country |                    |
| 1964 | Last Day in the Mines Songs About the Working Man                                           | — | Country7 (16 Wo.)Country |                    |
| 1964 | Mad Talk of the Town                                                                        | — | Country6 (17 Wo.)Country |                    |
| 1965 | Two Six Packs Away Truck Drivin’ Son-of-a-Gun                                               | — | Country15 (17 Wo.)Country |                    |
| 1965 | Truck Drivin’ Son-of-a-Gun                                                                  | — | Country3 (21 Wo.)Country |                    |
| 1965 | What We’re Fighting For There’s a Star-Spangled Banner Waving Somewhere                     | — | Country4 (16 Wo.)Country |                    |
| 1966 | Viet Nam Blues There’s a Star-Spangled Banner Waving Somewhere                              | — | Country12 (12 Wo.)Country |                    |
| 1966 | Lonelyville                                                                                 | — | Country13 (14 Wo.)Country |                    |
| 1966 | Long Time Gone Free and Easy                                                                | — | Country15 (12 Wo.)Country |                    |
| 1967 | My Kind of Love                                                                             | — | Country12 (15 Wo.)Country |                    |
| 1967 | Trucker’s Prayer Dave Dudley Country                                                        | — | Country23 (14 Wo.)Country |                    |
| 1967 | Anything Leaving Town Today Greatest Hits Vol. 2                                            | — | Country12 (16 Wo.)Country |                    |
| 1968 | There Ain’t No Easy Run Thanks for All the Miles                                            | — | Country10 (13 Wo.)Country |                    |
| 1968 | I Keep Coming Back for More Thanks for All the Miles                                        | — | Country14 (11 Wo.)Country |                    |
| 1968 | Please Let Me Prove (My Love for You) One More Mile                                         | — | Country10 (16 Wo.)Country |                    |
| 1969 | One More Mile                                                                               | — | Country12 (15 Wo.)Country |                    |
| 1969 | George (And the North Woods)                                                                | — | Country10 (13 Wo.)Country |                    |
| 1970 | The Pool Shark                                                                              | — | Country1 (16 Wo.)Country |                    |
| 1970 | This Night (Ain’t Fit for Anything But Drinking) The Pool Shark                             | — | Country20 (12 Wo.)Country |                    |
| 1970 | Day Drinkin'                                                                                | — | Country23 (13 Wo.)Country | mit Tom T. Hall    |
| 1971 | Listen Betty (I'm Singing Your Song) Dave Dudley Sings Listen Betty (I'm Singing Your Song) | — | Country15 (13 Wo.)Country |                    |
| 1971 | Comin' Down Dave Dudley Sings Listen Betty (I'm Singing Your Song)                          | — | Country8 (14 Wo.)Country |                    |
| 1971 | Fly Away Again Will the Real Dave Dudley Please Sing                                        | — | Country8 (15 Wo.)Country |                    |
| 1972 | If It Feels Good Do It The Original Traveling Man                                           | — | Country14 (14 Wo.)Country |                    |
| 1972 | You've Gotta Cry Girl The Original Traveling Man                                            | — | Country12 (16 Wo.)Country |                    |
| 1972 | We Know It's Over                                                                           | — | Country40 (10 Wo.)Country | mit Karen O'Donnal |
| 1973 | Keep On Truckin’                                                                            | — | Country19 (12 Wo.)Country |                    |
| 1973 | It Takes Time                                                                               | — | Country37 (9 Wo.)Country |                    |
| 1973 | Rollin’ Rig Special Delivery                                                                | — | Country47 (12 Wo.)Country |                    |
| 1974 | Have It Your Way Special Delivery                                                           | — | Country67 (7 Wo.)Country |                    |
| 1974 | Counterfeit Cowboy Special Delivery                                                         | — | Country61 (9 Wo.)Country |                    |
| 1975 | How Come It Took So Long (To Say Goodbye) Special Delivery                                  | — | Country74 (10 Wo.)Country |                    |
| 1975 | Fireball Rolled a Seven Special Delivery                                                    | — | Country21 (12 Wo.)Country |                    |
| 1975 | Me and Ole C.B. Uncommonly Good Country                                                     | — | Country12 (15 Wo.)Country |                    |
| 1976 | Sentimental Journey Special Delivery                                                        | — | Country47 (8 Wo.)Country |                    |
| 1976 | 38 and Lonely Presents                                                                      | — | Country83 (5 Wo.)Country |                    |
| 1978 | One A.M. Alone On the Road Again                                                            | — | Country95 (3 Wo.)Country |                    |
| 1980 | Rolaids, Doan's Pills and Preparation H King of the Road                                    | — | Country77 (5 Wo.)Country |                    |

Weitere Veröffentlichungen
- 1955: Cry Baby Cry
- 1956: Ink Dries Quicker Than Tears
- 1956: Rock and Roll Nursery Rhyme
- 1959: I Just Want to Be Your Friend
- 1960: It’s Gotta Be That Way
- 1975: Wave at ’Em Billy Boy
- 1976: 1776
- 1976: Rooster Hill
- 1977: Just Memories
- 1977: Devils in Heaven Bound Machines
- 1977: Rollin’ On (We Gone)
- 1978: Wayward Wind
- 1979: Moonlight in Vermont
- 1980: Last Run
- 1980: Big Fanny
- 1980: Driver
- 1981: Eagle
- 1981: I Do
- 1981: I Was Country Before Barbara Mandrell
- 1983: I Wish I Had a Nickel
- 2020: Sunday here in Deutschland (Remastering)

## Trivia
1977 erschien die Single Ich möcht’ so gern Dave Dudley hör’n der deutschen Country-Band Truck Stop.